# NGC 754
NGC 754 es una galaxia elíptica de tipo Hubble en la constelación de Eridanus en el cielo austral. Se estima que está a 265 millones de años luz de la Vía Láctea y tiene un diámetro de unos 45.000 años luz. Las galaxias NGC 745 se encuentran en la misma zona del cielo.
El objeto fue descubierto el 27 de octubre de 1834 por el astrónomo británico John Herschel. 